# Alexander van der Bellen
Alexander van der Bellen (Viena, 18 de janeiro de 1944) é um cientista de economia austríaco e atual presidente do seu país desde 2017. Anteriormente, ele atuou como professor de economia na Universidade de Viena e, depois de ingressar na política, como porta-voz do Partido Verde da Áustria.
Desde 1997 e até 2008, Alexander Van der Bellen foi presidente dos Verdes. Foi eleito presidente da Áustria, em 4 de dezembro, com 53,6% dos votos. Tomou posse a 26 de janeiro de 2017. A 18 de junho de 2019, foi agraciado com o Grande-Colar da Ordem Militar de Sant'Iago da Espada, de Portugal. Em 22 de maio de 2022, Alexander anunciou planos de concorrer a um novo mandato, as eleições serão realizadas no outono. Mais tarde, ganhou a eleição presidencial austríaca de 2022 em 9 de outubro de 2022 com 56,2% dos votos.